# Patrick McLoughlin
Patrick Allen McLoughlin, Baron McLoughlin, (ur. 30 listopada 1957 w Stafford) – brytyjski polityk, członek Partii Konserwatywnej. W latach 1986–2019 członek Izby Gmin. Od 14 lipca 2016 do 8 stycznia 2018 Kanclerz Księstwa Lancaster w gabinecie Theresy May oraz przewodniczący Brytyjskiej Partii Konserwatywnej. Par dożywotni od 2020.

## Życiorys

### Kariera zawodowa
Pochodzi z rodziny górników, zarówno jego dziadek, jak i ojciec, pracowali przy wydobyciu węgla. Ukończył technikum rolnicze, po czym w 1975 podjął pracę zawodową na farmie. W 1979 rozpoczął pracę pod ziemią w kopalni węgla w Cannock. Tam zaangażował się w działalność związkową. W 1984 już jako funkcyjny (lecz wciąż pracujący pod ziemią) członek Narodowego Związku Pracowników Kopalń (National Union of Mineworkers) wyłamał się z organizowanego przez tę strukturę strajku, a następnie wystąpił na konferencji Partii Konserwatywnej, w której młodzieżówce działał przez poprzednich kilka lat. Wkrótce później został przeniesiony do działu marketingu kopalni.

### Kariera polityczna
Karierę polityczną zaczynał od zasiadania w różnych gremiach samorządowych, gdzie trafił po raz pierwszy w 1980 roku. W 1983 kandydował bez powodzenia do Izby Gmin. W 1986 wystartował po raz kolejny, tym razem w wyborach uzupełniających w okręgu West Derbyshire, gdzie Partia Konserwatywna wygrywała we wszystkich wyborach od 1974 roku. Zwyciężył niewielką większością głosów. W 1987 został tzw. prywatnym sekretarzem parlamentarnym (posłem na bieżąco reprezentującym ministra w parlamencie) Angeli Rumbold, ówczesnej wiceminister edukacji. W 1988 objął podobne stanowisko u boku ministra handlu i przemysłu Davida Younga.
W latach 1989–1995 był członkiem rządu w randze parlamentarnego podsekretarza stanu, początkowo w resorcie transportu, później zatrudnienia, i wreszcie w Departamencie Handlu i Przemysłu. W 1995 został jednym z whipów Partii Konserwatywnej w Izbie Gmin, zaś w 1998 objął stanowisko zastępcy głównego whipa. W 2005 decyzją nowego lidera partii Davida Camerona został głównym whipem opozycji. Zachował stanowisko głównego whipa również po wyborach z maja 2010, w których Partia Konserwatywna zdobyła władzę (w koalicji z Liberalnymi Demokratami). W związku z likwidacją swojego dotychczasowego okręgu, kandydował w tych wyborach z nowo utworzonego okręgu Derbyshire Dales. Podczas rekonstrukcji rządu we wrześniu 2012 został awansowany na członka Gabinetu jako trzeci od początku kadencji premiera Camerona szef Departamentu Transportu. Po wyborach w 2015, w których konserwatyści uzyskali samodzielną większość w Izbie Gmin, pozostał na dotychczasowym stanowisku. Od 14 lipca 2016 do 8 stycznia 2018 pełnił funkcję Kanclerza Księstwa Lancaster w gabinecie Theresy May oraz był przewodniczącym Brytyjskiej Partii Konserwatywnej.
Nie kandydował w wyborach parlamentarnych w 2019. Po rezygnacji z zasiadania w Izbie Gmin został kreowany parem dożywotnim jako baron McLoughlin.

## Życie prywatne
Od 1984 jego żoną jest Lynn Newman, z którą ma dwoje dzieci.